# Delito

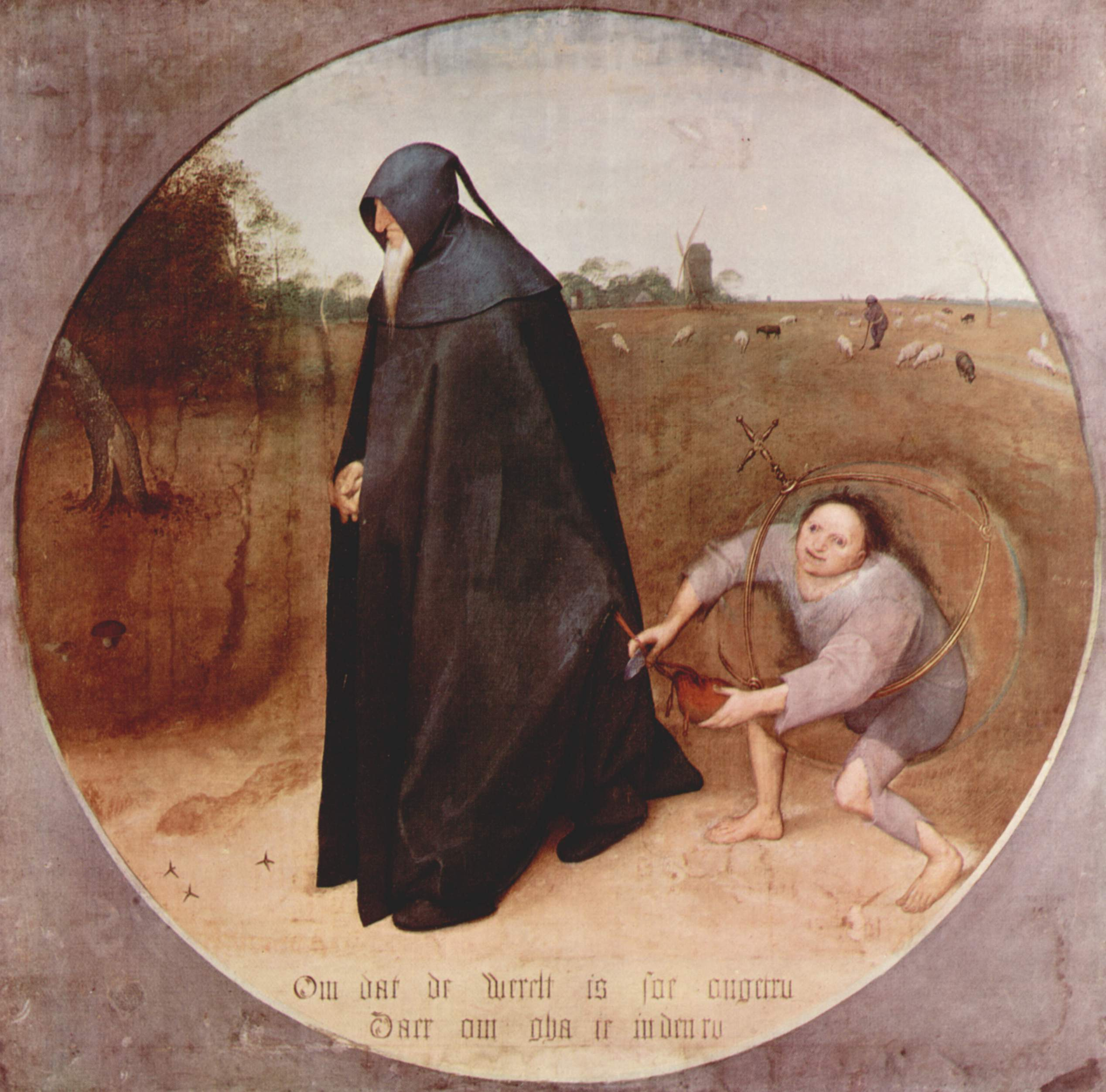
El robo y el hurto son algunos de los delitos más comunes.

El término delito se define como una conducta típica, antijurídica, imputable, culpable, sometida a una sanción penal y a veces a condiciones objetivas de punibilidad. Supone una infracción del derecho penal. Es decir, una acción u omisión tipificada y penada por la ley.
En idioma español, las palabras «delito» y «crimen» son utilizadas con significado sinónimo, aunque en el campo del derecho predomina el uso de «delito», mientras que en el campo de la sociología y las disciplinas técnicas de investigación, se emplea «crimen». En inglés se utiliza la palabra «crime» (crimen). En la legislación de algunos países de habla hispana, como Argentina y Chile, se usa también la expresión «delito civil» para referirse al acto civil intencional no contractual que causa un daño a otra persona, y la expresión «cuasi delito civil», cuando el acto dañino es negligente.

## Definición
La definición de delito ha diferido y difiere todavía hoy entre escuelas criminológicas. Alguna vez, especialmente en la tradición, se intentó establecer a través del concepto de derecho natural, creando por tanto el delito natural. Hoy esa acepción se ha dejado de lado, y se acepta más una reducción a ciertos tipos de comportamiento que una sociedad, en un determinado momento, decide punir.
La característica esencial del delito es la asociación con el merecimiento de una pena, establecida por el Estado en uso del ius puniendi o poder punitivo. El Diccionario de la Lengua Española lo define como "acción u omisión voluntaria o imprudente penada por la ley".
La doctrina jurídica suele definir el delito como "conducta típica (detallada dentro del tipo penal), antijurídica (que lesiona al ordenamiento jurídico en su totalidad) y culpable (reprochable a una o más personas)". Una parte de la doctrina le agrega a la definición de delito, la característica de la punibilidad, mientras que otra parte de la doctrina considera que no es necesario, debido a que se trataría de una tautología.
La técnica legislativa ha reprochado tradicionalmente al legislador introducir definiciones en los códigos, sosteniendo que definir es trabajo de la dogmática. No obstante, pese a lo dicho, algunos códigos incluyen la definición de delito, como sucede en el caso español, en el artículo 10  del Código Penal.

## Etimología
La palabra delito deriva del verbo latino delinquere, que significa abandonar, apartarse del buen camino, alejarse del sendero señalado por la ley. 

## Teoría del delito
La teoría del delito estudia los presupuestos de hecho y jurídicos que deben concurrir para establecer la existencia de un delito, es decir, permite resolver cuando un hecho es calificable de delito.

## Delito penal, delito civil y cuasidelito
En algunos sistemas jurídicos derivados del derecho romano, como el italiano, y los de Argentina y Chile, se distingue el «delito penal» del «delito civil» y dentro de estos últimos el «delito civil» propiamente dicho, del «cuasidelito». Los delitos y cuasidelitos civiles se refieren a los daños causados intencionalmente o por negligencia, que aunque no sean delitos penales y no conlleven la posibilidad de ser condenados penalmente, generan la obligación de indemnizar económicamente a la persona perjudicada. Cuando el daño ha sido causado intencionalmente, se llama «delito civil» y cuando el daño ha sido causado por negligencia se llama «cuasidelito». El elemento central de los delitos civiles y cuasidelitos es el daño económicamente cuantificable; sin daño no hay delito civil, ni cuasidelito, aunque pudiera haber delito penal.
Habitualmente las conductas que constituyen delitos penales y civiles se superponen, pero las mayores exigencias que existen para que se configure un delito penal (tipicidad, presunción de inocencia, beneficio de la duda, etc.) lleva a que muchas veces el autor sea absuelto del delito penal, pero no lo sea del delito civil o del cuasidelito. Un delito penal no será, a la vez, delito civil, si no ha causado daño; como tampoco un delito civil será, a la vez, delito penal, si la conducta no es prohibida por la ley penal.

## Delito juvenil
La delincuencia juvenil comprende, desde el punto de vista jurídico, las conductas tipificadas como delitos en el Código Penal, cometidas por menores de edad. La definición de minoría de edad para la justicia juvenil varía de un país a otro, en general adolescentes mayores de 12 años y menores de 18 años de edad. En Estados Unidos la delincuencia juvenil se define como un acto criminal cometido por alguien menor de 21 años.
El tratamiento judicial de la delincuencia juvenil tradicionalmente ha tenido un carácter especial. En tiempos de los romanos, por ejemplo, la responsabilidad penal asociada a estos delitos se veía atenuada. Más recientemente, la Convención sobre los Derechos del Niño de 1989 de la ONU (el tratado de derechos humanos más ratificado de la historia) configura un marco de protección especial debido a la vulnerabilidad y necesidad de especial protección y cuidado de los menores, prohibiendo, por ejemplo, la aplicación de la pena de muerte a los mismos. En esta línea, la mayoría de los sistemas jurídicos, utilizan órganos judiciales ad hoc, como los tribunales de menores, prevén determinadas especialidades procesales para su enjuiciamiento, y cuentan con medios coercitivos específicos para su represión, como los centros juveniles de detención.
Se han desarrollado diferentes teorías explicativas del fenómeno, los factores de riesgo y de protección, características diferenciales entre la delincuencia juvenil masculina y femenina y, por último, la influencia de los medios de comunicación en la percepción que tiene la sociedad sobre la delincuencia juvenil. Los delitos juveniles suelen recibir gran atención de los medios de comunicación y políticos. Esto es así porque el nivel y los tipos de crímenes juveniles pueden ser utilizados por los analistas y los medios como un indicador del estado general de la moral y el orden público en un país y, en consecuencia, pueden ser fuente de alarma y de pánico moral.
Esta acción del delito se ve mayormente reflejada en la juventud. Muchos estudios demuestran algunos factores influyentes de este caso en particular pero su mayor inclinación es hacia las escuelas. Por otro lado expertos aseguran que para comprender en qué consiste el delito se tiene que ver primero la adolescencia del sujeto, pues este sería el factor más importante en la vida de una persona. El delito no tiene ninguna edad en específico. Esto es un tema que no se debe mezclar con ningún tipo de edad, no hay que decir que la adolescencia o la niñez son puntos importantes para el delito de un hombre, pues esto no tiene nada que ver. Mientras tanto otros opinan que la Justicia Juvenil es “injusta” puesto que los derechos de los adolescentes están en seguir las reglas y abandonar, en otras palabras, su adolescencia. La justicia debe estimular el cambio de conducta, ayudar a estos a sentirse responsables de sus actos y a comprender el efecto que tienen sobre los demás. “Se debe crear una serie de ayudas para estos adolescentes y cambiar estas infracciones que se toman contra los niños y adolescentes como si fuese un adulto. La adolescencia necesita mucho más que justicia, sino ayudas y orientaciones que ayuden a estos a salir de los problemas”. Pueden ser muchas las causas que pueden ocasionar esta acción en la juventud.

## Crimen y delito
Jurídicamente, en español, las palabras «delito» y «crimen» son equivalentes. Expresiones como "procedimiento criminal", o "justicia criminal", son utilizadas idéntico sentido, al igual que las palabras "delincuente" y "criminal".

## Investigación de delitos
En Argentina la Ley 27.319 brinda herramientas de investigación para delitos complejos, que son los relacionados con estupefacientes, los delitos aduaneros como el contrabando, los delitos contra la integridad sexual como la corrupción de menores, la promoción de la prostitución, la explotación económica de la prostitución ajena o la pornografía infantil, el secuestro coactivo y extorsivo, la privación ilegítima de la libertad, la trata de personas, los delitos cometidos por asociaciones ilícitas y los delitos contra el orden económico y financiero, como el lavado de activos.
Las herramientas de investigación previstas en la norma son el agente encubierto, el agente revelador, el informante, la entrega vigilada y la prórroga de jurisdicción.

## Clasificación de los delitos

### Por las formas de la culpabilidad
- Doloso: el autor ha querido la realización del hecho típico. Hay coincidencia entre lo que el autor hizo y lo que deseaba.

- Culposo o imprudente: el autor no ha querido la realización del hecho típico. El resultado no es producto de su voluntad, sino del incumplimiento del deber de cuidado o de garante.

- Preterintencional: La conducta concuerda con el deseo del actor, pero el resultado excede esa voluntad. Por ejemplo; en una pelea por un asunto trivial el actor desea lesionar a su contrincante, pero en lugar de eso lo priva de la vida. Esta clasificación nace en el Derecho alemán.[cita requerida]

### Por la forma de la acción
- Por comisión: surgen de la acción del autor. Cuando la norma prohíbe realizar una determinada conducta y el actor la realiza.

- Por omisión: son abstenciones, se fundamentan en normas que ordenan hacer algo. El delito se considera realizado en el momento en que debió realizarse la acción omitida.

- Por omisión propia: están establecidos en el Código penal. Los puede realizar cualquier persona, basta con omitir la conducta a la que la norma obliga.

- Por omisión impropia: no están establecidos en el Código penal. Es posible mediante una omisión, consumar un delito de comisión (delitos de comisión por omisión), como consecuencia el autor será reprimido por la realización del tipo legal basado en la prohibición de realizar una acción positiva. No cualquiera puede cometer un delito de omisión impropia, es necesario que quien se abstiene tenga el deber de evitar el resultado (deber de garante). Por ejemplo: La madre que no alimenta al bebe, y en consecuencia muere. Es un delito de comisión por omisión.

### Por la calidad del sujeto activo
- Comunes: pueden ser realizados por cualquier persona. No mencionan una calificación especial de autor, se refieren a él en forma genérica (el que).

- Especiales: solamente pueden ser cometidos por un número limitado de personas: aquellos que tengan las características especiales requeridas por la ley para ser su autor. Estos delitos no solo establecen la prohibición de una acción, sino que requieren además una determinada calificación del autor. Son delitos especiales propios cuando hacen referencia al carácter del sujeto. Como por ejemplo el prevaricato, que solo puede cometerlo quien es funcionario público. Son delitos especiales impropios aquellos en los que la calificación específica del autor opera como fundamento de agravación o atenuación. Verbigracia la agravación del homicidio cometido por el ascendiente, descendiente o cónyuge (art. 80, inc.1 del Código Penal argentino).

### Por la forma procesal
- De acción pública: son aquellos que para su persecución no requieren de denuncia previa.

- Dependientes de instancia privada: son aquellos que no pueden ser perseguidos de oficio y requieren de una denuncia inicial.

- De instancia privada: son aquellos que además de la denuncia, el denunciante debe proseguir dando impulso procesal como querellante.

### Por el resultado
- Materiales: exigen la producción de determinado resultado. Están integrados por la acción, la imputación objetiva y el resultado.

- Formales: son aquellos en los que la realización del tipo coincide con el último acto de la acción y por tanto no se produce un resultado separable de ella. El tipo se agota en la realización de una acción, y la cuestión de la imputación objetiva es totalmente ajena a estos tipos penales, dado que no vinculan la acción con un resultado. En estos delitos no se presenta problema alguno de causalidad.

### Por el daño que causan
- De lesión: hay un daño apreciable del bien jurídico. Se relaciona con los delitos de resultado.

- De peligro: no se requiere que la acción haya ocasionado un daño sobre un objeto, sino que es suficiente con que el objeto jurídicamente protegido haya sido puesto en peligro de sufrir la lesión que se quiere evitar. El peligro puede ser concreto cuando debe darse realmente la posibilidad de la lesión, o abstracto cuando el tipo penal se reduce simplemente a describir una forma de comportamiento que representa un peligro, sin necesidad de que ese peligro se haya verificado. (Cuando la acción crea un riesgo determinado por la ley y objetivamente desaprobado, indistintamente de que el riesgo o peligro afecte o no el objeto que el bien jurídico protege de manera concreta).

- De resultado: se exige la concreción de un resultado para su eficacia (la manifestación de una conducta).
- De lesa humanidad: son crímenes que pueden causar daños de extrema gravedad a seres humanos. Son crímenes muy graves que ameritan sanciones severas y al no prescribir pierden derecho a gozar de amnistía o sobreseimiento alguno.

## Delitos en particular
La rama del derecho penal que versa sobre el análisis pormenorizado de los delitos en particular se denomina comúnmente Parte especial del derecho penal.

### Delitos contra la vida
- Homicidio
- Asesinato
- Duelo
- Feminicidio
- Genocidio
- Infanticidio
- Lesiones
- Magnicidio
- Matricidio
- Parricidio
- Uxoricidio

Dependiendo de la legislación, los siguientes también pueden ser considerados delitos contra la vida:
- Aborto
- Eutanasia
- Inducción al suicidio
- Auxilio al suicidio o suicidio asistido

### Delitos internacionales
- Apartheid
- Crimen de guerra
- Crimen contra la humanidad o de lesa humanidad
- Crimen de exterminio
- Crimen de agresión
- Genocidio
- Piratería

### Delitos contra el medio ambiente
- Caza de especies protegidas
- Caza fuera de temporada (violación de tiempos de veda)
- Caza furtiva
- Contrabando de especies en peligro de extinción
- Daño al medio ambiente
- Delito ecológico
- Pesca de especies protegidas
- Tala de árboles protegidos
- Tenencia de animales salvajes y/o feroces en una residencia

### Delitos contra la libertad
- Amenazas
- Desaparición forzada
- Delito de coacciones
- Esclavitud
- Secuestro
- Sustracción de menores
- Tráfico de personas esclavizadas
- Tortura
- Cierre patronal

### Delitos contra la libertad e indemnidad sexual
- Abuso sexual
- Atentado contra el pudor
- Corrupción de menores
- Estupro
- Exhibicionismo
- Pornografía infantil
- Prostitución infantil
- Proxenetismo
- Rapto
- Tráfico de niños
- Violación

### Delitos contra la propiedad o el patrimonio
- Abigeato
- Alzamiento de bienes
- Apropiación indebida
- Contrabando
- Daños
- Delitos de guante blanco o de cuello blanco
- Desfalco
- Estafa
- Estrago
- Expolio arqueológico y artístico
- Extorsión
- Fraude fiscal o Defraudación
- Hurto
  - Hurto por intercambio
  - Hurto por desacato
- Insolvencia punible
- Delito de incendio
- Infracción de derechos de autor
- Manipulación del mercado
- Peculado
- Robo
- Copamiento
- Tutela penal de la propiedad industrial
- Tutela penal del derecho de autor
- Usurpación
- Usurpación de identidad
- Usura
- Vandalismo

### Delitos contra la intimidad
- Espionaje
- Violación de correspondencia
- Allanamiento de morada o violación de domicilio

### Delitos contra la seguridad pública
- Estrago
- Persecución de vehículos
- Terrorismo
- Usurpación de funciones

### Delitos contra el orden público
- Asociación ilícita
- Apología del terrorismo
- Apología del delito o instigación a la comisión de delitos
- Tenencia ilícita, tráfico y depósito de armas, municiones o explosivos

### Delitos contra la integridad moral
- Calumnia
- Difamación
- Injuria

### Delitos contra la seguridad de los medios de transporte y de comunicación
- Piratería aérea
- Piratería marítima

### Delitos contra la salud pública
- Bioterrorismo
- Consumo de drogas ilegales
- Narcotráfico
- Negligencia médica

### Delitos contra mecanismos de participación democrática
- Perturbación de certamen democrático
- Constreñimiento al sufragante
- Elección ilícita de candidatos
- Corrupción de sufragante
- Tráfico de votos
- Voto fraudulento
- Favorecimiento de voto fraudulento
- Alteración de resultados electorales
- Denegación de inscripción[16]

### Delitos contra el orden de las familias
- Adulterio
- Prostitución
- Bigamia
- Poligamia
- Inasistencia alimenticia
- Incesto
- Violencia intrafamiliar
- Supresión, alteración o suposición del estado civil
- Alteraciones del registro civil

### Delitos contra la fe pública
- Falsificación de moneda, billetes de banco, títulos al portador y documentos de crédito
- Falsificación de sellos, timbres y marcas
- Falsificación de documentos
- Fraudes al comercio y a la industria
- Giro fraudulento de cheques
- Emisión de cheques sin fondos de respaldo (llamados comúnmente "de goma/hule/caucho")

### Delitos contra la administración pública
- Abuso de autoridad
- Anticipación, prolongación o abandono de funciones
- Atentado contra la autoridad
- Cohecho
- Concusión
- Contrabando
- Evasión fiscal o de impuestos
- Exacciones ilegales
- Malversación de caudales públicos
- Negociaciones incompatibles con el ejercicio de funciones públicas
- Nepotismo
- Nombramiento ilegal
- Trabajo irregular
- Usurpación de autoridad, títulos u honores
- Usurpación de atribuciones
- Peculado

### Delitos contra la administración de justicia
- Desacato
- Falso testimonio
- Fuga de cárceles
- Falsa denuncia
- Simulación de delito
- Perjurio
- Obstrucción a la justicia
- Prevaricación
- Quebrantamiento de condena
- Evasión de presos

### Delitos contra el régimen constitucional y legal
- Atentados al orden constitucional y a la vida democrática
- Conspiración
- Rebelión
- Sedición
- Traición

### Delitos contra la existencia y seguridad del estado
- Menoscabo de la integridad nacional
- Hostilidad militar
- Traición diplomática
- Instigación a la guerra
- Atentados contra hitos fronterizos
- Actos contrarios a la defensa de la Nación
- Aceptación indebida de honores
- Espionaje
- Violación de tregua o armisticio
- Violación de inmunidad diplomática
- Ofensa a diplomáticos[17]

### Delito contra la tolerancia a las diferencias
- Delito de acoso
- Discriminación
- Racismo
- Xenofobia

### Delitos contra la seguridad vial
- Conducción bajo los efectos del alcohol y/o drogas
- Conducción sin licencia
- Exceso de velocidad
- Conducción usando teléfono móvil
- Conducción sin elementos de seguridad personal (cinturón de seguridad en el caso de los vehículos y sin casco en el caso de los ciclomotores)
- Conducción sin matrícula
- Desacato a las señales de tránsito